# 중국야구협회
중국봉구협회 또는 중국야구협회(중국어: 中國棒球協會, CBA, Chinese Baseball Association)는 1986년에 성립된 중화인민공화국의 야구 협회이다. 중국 야구 리그를 총괄하는 단체이기도 하다.

## 역사
- 1979년 - 중국봉루협회(중국어: 中國棒壘協會)가 성립됨.
- 1986년 - 중국봉루협회로부터 중국봉구협회가 독립됨.
- 2002년 - 중국 야구 리그가 발족됨.

## 같이 보기
- 중국 야구 국가대표팀
- 중국 야구 리그